# 2022년 피날리시마
피날리시마 2022(스페인어: Finalísima 2022→그랜드 파이널 2022)는 유럽과 남미의 대륙 대항전 우승국 간에 열리는 축구 대회인 CONMEBOL-UEFA 컵 오브 챔피언스(CONMEBOL–UEFA Cup of Champions)의 3번째 대회로 열렸다. UEFA 유로 2020 우승국인 이탈리아와 2021년 코파 아메리카 우승국인 아르헨티나가 출전한다. 이 경기는 2022년 6월 1일에 영국 런던의 웸블리 스타디움에서 열렸다. 이 경기는 UEFA와 CONMEBOL이 공동으로 주관했으며, 1993년에 마지막으로 열린 아르테미오 프란키 트로피를 부활시켜 29년만에 다시 개최된 경기다.

## 배경
1985년과 1993년에 UEFA와 CONMEBOL은 각각의 연맹들이 주관하는 대륙 대항전에서 우승한 축구 국가 대표팀이 맞붙는 단일 경기 대회인 아르테미오 프란키 트로피(유럽/남미 네이션스 컵이라고도 함)를 공동으로 개최했었다. 유럽의 UEFA 챔피언스리그 우승팀과 남아메리카의 코파 리베르타도레스 우승팀이 가졌었던 인터콘티넨털컵과 동일한 성격의 이 대회에서 1985년에는 프랑스가 파리에서 우승했고, 1993년에는 아르헨티나가 마르델플라타에서 우승을 차지했다. 하지만 이후 대회는 중단되었으나 이 대회로 인해 1992년에 처음으로 개최되어 1997년부터 FIFA가 주관하여 각 대륙의 우승국과 FIFA 월드컵의 우승국이 출전했던 킹 파드컵/FIFA 컨페더레이션스컵이 탄생할 수 있게 발판을 마련한 대회로 여겨질 수 있었다.
2020년 2월 12일, UEFA와 CONMEBOL은 두 조직 간의 협력을 강화하기 위한 새로운 양해각서를 체결하였다. UEFA-CONMEBOL 공동 위원회는 협정의 일환으로 유럽과 남미 대륙간의 남녀 축구, 다양한 연령별 국제 축구 경기 개최 가능성을 검토했다.
2021년 9월 28일, UEFA와 CONMEBOL은 UEFA 유럽 축구 선수권 대회와 코파 아메리카 우승 팀이 국제 경기를 가질 것을 확정하였고, 2022년부터 3개 대회를 개최하기로 합의하였다. 첫 경기는 2022년 6월에 있을 FIFA A매치 데이 기간에 열릴 예정이다.
2021년 12월 15일, UEFA와 CONMEBOL은 2028년까지 지속되는 새로운 양해각서에 서명하였으며, 여기에는 런던에 두 연맹의 공동 사무소를 개설하는 조항과 다양한 축구 이벤트를 개최할 수 있는 조항이 포함되어 있다. 경기는 2022년 6월 1일 런던에서 열릴 것으로 확인되었으며 경기장은 아직 결정되지 않았다.
2022년 3월 22일, UEFA는 이 경기가 웸블리 스타디움에서 열릴 것이라고 발표했다. 동시에 대회 브랜드의 아이덴티티가 공개되었고, UEFA는 "CONMEBOL-UEFA 컵 오브 챔피언스"가 아르테미오 프란키 트로피의 새로운 명칭이 될 것이라고 발표했다.

## 참가국
| 국가       | 연맹     | 진출                      | 참가연도 |
| ---------- | -------- | ------------------------- | -------- |
| 이탈리아   | UEFA     | UEFA 유로 2020 우승       | 0        |
| 아르헨티나 | CONMEBOL | 2021년 코파 아메리카 우승 | 1 (1993) |

## 경기 정보

### 상세 정보
| 이탈리아 | 0–3  | 아르헨티나                                         |
| -------- | ---- | -------------------------------------------------- |
|          | 기록 | - L.마르티네즈 28′ - 디마리아 45+1′ - 디발라 90+4′ |

| 이탈리아 | 아르헨티나 |

| GK                                                        | 21 | 잔루이지 돈나룸마       |     |     |
| RB                                                        | 2  | 조반니 디 로렌초        | 72′ |     |
| CB                                                        | 19 | 레오나르도 보누치       | 39′ |     |
| CB                                                        | 3  | 조르조 키엘리니 (주장)  |     | 46′ |
| LB                                                        | 13 | 이메르송 팔미에리       |     | 77′ |
| DM                                                        | 8  | 조르지뉴                |     |     |
| CM                                                        | 12 | 마테오 페시나           |     | 62′ |
| CM                                                        | 18 | 니콜로 바렐라           | 77′ |     |
| RF                                                        | 10 | 페데리코 베르나르데스키 |     | 46′ |
| CF                                                        | 9  | 안드레아 벨로티         |     | 46′ |
| LF                                                        | 22 | 자코모 라스파도리       |     |     |
| 교체 선수:                                                |    |                         |     |     |
| DF                                                        | 6  | 마누엘 라차리           |     | 46′ |
| FW                                                        | 17 | 잔루카 스카마차         |     | 46′ |
| MF                                                        | 5  | 마누엘 로카텔리         |     | 46′ |
| DF                                                        | 4  | 레오나르도 스피나촐라   |     | 62′ |
| DF                                                        | 23 | 알레산드로 바스토니     |     | 77′ |
| 감독:                                                     |    |                         |     |     |
| 로베르토 만치니 맨 오브 더 매치: 리오넬 메시 (아르헨티나) |    |                         |     |     |

| GK              | 23 | 에밀리아노 마르티네스 |     |       |
| RB              | 4  | 나우엘 몰리나         |     |       |
| CB              | 13 | 크리스티안 로메로     |     | 85′   |
| CB              | 19 | 니콜라스 오타멘디     | 22′ |       |
| LB              | 3  | 니콜라스 탈리아피코   |     |       |
| DM              | 18 | 귀도 로드리게스       |     |       |
| CM              | 20 | 조바니 로 셀소        |     | 90+1′ |
| CM              | 7  | 로드리고 데 파울      |     | 76′   |
| RF              | 10 | 리오넬 메시 (주장)    |     |       |
| CF              | 22 | 라우타로 마르티네스   |     | 85′   |
| LF              | 11 | 앙헬 디 마리아        |     | 90+1′ |
| 교체 선수:      |    |                       |     |       |
| MF              | 14 | 에세키엘 팔라시오스   |     | 76′   |
| DF              | 6  | 헤르만 페셀라         |     | 85′   |
| FW              | 9  | 훌리안 알바레스       |     | 85′   |
| MF              | 15 | 니콜라스 곤살레스     |     | 90+1′ |
| FW              | 21 | 파울로 디발라         |     | 90+1′ |
| 감독:           |    |                       |     |       |
| 리오넬 스칼로니 |    |                       |     |       |

| 부심: 크리스티안 스키에만 (칠레) 클라우디오 리오스 (칠레) 대기심: 헤수스 힐 만사노 (스페인) 비디오 판독심: 알레한드로 에르난데스 에르난데스 (스페인) 보조 비디오 판독심: 후안 마르티네스 무누에라 (스페인) 티아구 마르틴스 (포르투갈) | 경기 규칙 - 전•후반 90분동안 치러진다. - 무승부일 경우 승부차기를 통해 우승팀을 가린다. - 12명의 교체 선수를 등록할 수 있으며 최대 5명까지 교체할 수 있다. - 선수 교체 기회는 하프타임을 포함해서 양팀에게 최대 3회까지 주어진다. |

### 통계
| 항목       | 이탈리아 | 아르헨티나 |
| ---------- | -------- | ---------- |
| 득점       | 0        | 3          |
| 슈팅       | 7        | 17         |
| 유효슈팅   | 3        | 9          |
| 세이브     | 6        | 3          |
| 볼 점유율  | 45%      | 55%        |
| 코너킥     | 3        | 4          |
| 파울       | 13       | 16         |
| 오프사이드 | 3        | 0          |
| 경고       | 3        | 1          |
| 퇴장       | 0        | 0          |